# Кавалеры ордена Святого Георгия IV класса И
Кавалеры ордена Святого Георгия IV класса на букву «И» 
Список составлен по алфавиту персоналий. Приводятся фамилия, имя, отчество; звание на момент награждения; номер по списку Григоровича — Степанова (в скобках номер по списку Судравского); дата награждения. Лица, чьи имена точно идентифицировать не удалось, не викифицируются. Курсивом выделены кавалеры, получившие орден за службу в частях Восточного фронта Русской армии во время Гражданской войны.

## Иб
- Ибрагимов, Иосиф Александрович; капитан; 21 мая 1915
- Иваницкий, Иосиф Владиславович; прапорщик; 5 мая 1917
- Иваницкий, Павел Михайлович; подпоручик; 12 октября 1917 (посмертно)
- Иваницкий, Всеволод Петрович; полковник; 19 марта 1917
- Иванишев, Александр Григорьевич; подполковник; 27 января 1917
- Иванов, Абрам Иванович; капитан; № 9857; 26 ноября 1855
- Иванов, Адриан Семёнович; капитан; 16 июня 1916 (посмертно)
- Иванов, Александр Антонович; лейтенант; № 3433; 15 февраля 1819 (в 1831 г. лишён ордена по причине неверного подсчёта кампаний)
- Иванов, Александр Иванович; капитан; № 6636; 5 декабря 1841
- Иванов, Александр Иванович; подполковник; № 5801; 1 декабря 1838
- Иванов, Александр Иванович; подпоручик; 9 марта 1915
- Иванов, Александр Степанович; полковник; 26 августа 1916
- Иванов, Андрей; поручик; 16 сентября 1917
- Иванов, Андрей Борисович; капитан-лейтенант; № 6624; 5 декабря 1841
- Иванов, Андрей Иванович; майор; № 1581; 26 ноября 1804
- Иванов, Андрей Иванович; штабс-капитан; № 7705; 1 января 1847
- Иванов, Андрей Родионович; подполковник; № 7806; 26 ноября 1847
- Иванов, Аполлон Алексеевич; полковник; № 6233; 11 декабря 1840
- Иванов, Афанасий Иванович; полковник; 31 июля 1877
- Иванов, Василий Афанасьевич[1]; полковник; № 4693; 21 декабря 1832
- Иванов, Василий Дмитриевич; полковник; 17 октября 1917 (посмертно)
- Иванов, Василий Иванович; поручик; 7 ноября 1916
- Иванов, Василий Игнатьевич; лейтенант; № 3434; 15 февраля 1819
- Иванов, Василий Николаевич; подпоручик; 31 октября 1917
- Иванов, Василий Тимофеевич; подполковник; 7 июля 1907
- Иванов, Викентий Аполлонович; подполковник; 7 февраля 1917
- Иванов, Виктор Андреевич; капитан 1-го ранга; № 7585; 1 января 1847
- Иванов, Владимир Дмитриевич; прапорщик; 11 марта 1915
- Иванов, Владимир Яковлевич; подпоручик; 31 августа 1915
- Иванов, Вячеслав Алексеевич; поручик; 26 февраля 1916
- Иванов, Георгий Леонидович; подпоручик; 2 января 1917 (посмертно)
- Иванов, Георгий Павлович; поручик; № 9576; 28 декабря 1854
- Иванов, Григорий Семёнович; капитан; № 7517; 12 января 1846
- Иванов, Давид Борисович; капитан; № 7697; 1 января 1847
- Иванов, Дмитрий Николаевич; полковник; № 9669; 26 ноября 1855
- Иванов, Егор Трофимович; штабс-капитан; № 10018; 26 ноября 1856
- Иванов, Егор; полковник; № 3143; 26 ноября 1816
- Иванов, Ефим Андреевич; штабс-капитан; № 10095; 26 ноября 1857
- Иванов, Захар Фёдорович; майор; № 7056; 4 декабря 1843
- Иванов, Захар; капитан; № 8576; 26 ноября 1850
- Иванов, Иван Васильевич (георгиевский кавалер); полковник; 25 апреля 1916
- Иванов, Иван Дмитриевич; полковник; № 1840; 26 ноября 1807
- Иванов, Иван Иванович; капитан; № 5080; 3 декабря 1834
- Иванов, Иван Иванович; капитан-лейтенант; № 4510; 18 декабря 1830
- Иванов, Иван Иванович; штабс-капитан; № 7703; 1 января 1847
- Иванов, Иван; майор; № 7856; 26 ноября 1847
- Иванов, Игнатий Иванович; подполковник; № 8010; 26 ноября 1848
- Иванов, Игнатий Филатьевич; майор; № 7304; 17 декабря 1844
- Иванов, Илья Ефимович; подполковник; 26 ноября 1906
- Иванов, Константин Петрович; лейтенант; 26 сентября 1905
- Иванов, Максим Иванович; майор; № 6838; 3 декабря 1842
- Иванов, Матвей Матвеевич; войсковой старшина; 23 мая 1916
- Иванов, Матвей Матвеевич; подполковник; 20 мая 1915
- Иванов, Михаил Александрович; подполковник; 21 марта 1915
- Иванов, Михаил Георгиевич; штабс-капитан; 1 июня 1915
- Иванов, Михаил Ефимович; поручик; 29 сентября 1915
- Иванов, Михаил Захарович; полковник; № 2101; 26 ноября 1809
- Иванов, Михаил Константинович; подпоручик; 18 июля 1915
- Иванов, Михаил Михайлович; полковник; 19 сентября 1907
- Иванов, Михаил Николаевич; подполковник; 17 октября 1915 (посмертно)
- Иванов, Михаил Семёнович; майор; № 5066; 3 декабря 1834
- Иванов, Никифор Захарьевич; полковник; № 3900; 26 ноября 1826
- Иванов, Николай; корнет; 1 марта 1916 (посмертно)
- Иванов, Николай Агапович; подполковник; № 8729; 26 ноября 1851
- Иванов, Николай Александрович; сотник; № 10237; 25 декабря 1865
- Иванов, Николай Алексеевич; полковник; № 8422; 26 ноября 1850
- Иванов, Николай Афанасьевич; капитан 2-го ранга; № 7254; 17 декабря 1844
- Иванов, Николай Евстафьевич; капитан; 21 марта 1915
- Иванов, Николай Иванович; прапорщик; 18 ноября 1916 (посмертно)
- Иванов, Николай Иудович; генерал-лейтенант; 1 ноября 1905
- Иванов, Николай Максимович; генерал-майор; 15 апреля 1915
- Иванов, Николай Мартынович; подпоручик; № 10159; 8 сентября 1859
- Иванов, Николай Михайлович; майор; № 5056; 3 декабря 1834
- Иванов, Николай Николаевич; подполковник; 26 января 1917
- Иванов, Николай Петрович; подполковник; 13 ноября 1916
- Иванов, Николай Фёдорович; капитан-лейтенант; № 5345; 1 декабря 1835
- Иванов, Николай Филиппович; полковник; 17 октября 1915 (посмертно)
- Иванов, Николай Яковлевич; полковник; 28 июля 1907
- Иванов, Павел Афанасьевич; майор; № 5864; 1 декабря 1838
- Иванов, Павел Васильевич; штабс-капитан; 24 апреля 1915
- Иванов, Пётр Иванович; генерал-майор; 6 сентября 1917
- Иванов, Семён Иванович; подпоручик; № 9026; 1 февраля 1852
- Иванов, Сергей Александрович; лейтенант; 27 сентября 1904
- Иванов, Сергей Анатольевич; прапорщик; 17 октября 1915
- Иванов, Сергей Иванович; подполковник; № 5222; 1 декабря 1835
- Иванов, Сергей Николаевич; поручик; 29 августа 1916 (посмертно)
- Иванов, Степан Васильевич; подполковник; № 6266; 11 декабря 1840
- Иванов, Степан Емельянович; полковник; № 3181; 26 ноября 1816
- Иванов, Степан Иванович; капитан; № 8824; 26 ноября 1851
- Иванов, Трофим Иванович; подполковник; № 8724; 26 ноября 1851
- Иванов, Фёдор; премьер-майор; № 913 (487); 31 марта 1792
- Иванов, Фёдор Николаевич; капитан 2-го ранга; 7 июня 1904
- Иванов, Фёдор Фёдорович; полковник; 29 мая 1915
- Иванов, Фёдор Фёдорович; поручик; 29 октября 1917
- Иванов, Филипп Иванович; майор; № 8978; 1 февраля 1852
- Иванов-Мумжиев, Пётр Михайлович; полковник; 11 апреля 1917
- Иванов-Ринов, Павел Павлович; генерал-лейтенант; 11 сентября 1919
- Иванова, Римма Михайловна; сестра милосердия; № 6969; 17 сентября 1915[2]
- Ивановский, Иван Иванович; капитан; № 10085; 26 ноября 1857
- Ивановский, Иван Николаевич; штабс-капитан; 13 ноября 1916 (посмертно)
- Ивановский, Павел Васильевич; поручик; 15 апреля 1915
- Ивановский, Флориан Петрович; генерал-майор; № 5681; 1 декабря 1838
- Иванченко, Алексей Васильевич; поручик; 30 декабря 1915
- Иванченко, Антон Никитич; капитан 2-го ранга; № 3986; 26 ноября 1826
- Иванченков, Фома Иванович; майор; № 4115; 26 ноября 1827
- Иванчин-Писарев, Михаил Михайлович; полковник; № 8875; 1 февраля 1852
- Иванчишин, Стефан Зиновьевич; прапорщик; 18 ноября 1917
- Ивасенко, Козьма Савельевич; капитан; № 5891; 1 декабря 1838
- Ивашин, Гавриил Фомич; майор; № 8967; 1 февраля 1852
- Ивашина, Александр Иванович; подпоручик; 17 октября 1915
- Ивашина, Григорий Иванович; подпоручик; 9 сентября 1915 (посмертно)
- Ивашинцев, Сергей Николаевич; полковник; № 6202; 11 декабря 1840
- Ивашкевич, Валентин Петрович; подпоручик; 5 мая 1917 (посмертно)
- Ивашкевич, Вячеслав Витальевич; полковник; 7 апреля 1915
- Ивашкевич, Иосиф Адамович; подпоручик; 19 мая 1915
- Ивашкевич, Устин Тимофеевич[3]; полковник; № 5557; 29 ноября 1837
- Ивашкин, Александр Григорьевич; лейтенант; № 9546; 6 декабря 1854
- Ивашов, Пётр Никифорович; подполковник; № 1069 (556); 26 октября 1794
- Иващенко, Александр Михайлович; мичман; 28 сентября 1905
- Иващенко, Валентин Сергеевич; штабс-капитан; 27 января 1917 (посмертно)
- Иващенко, Николай; майор; № 7067; 4 декабря 1843
- Иващенко, Поликарп Иванович; майор; № 9991; 26 ноября 1856
- Иващенко-Луценко, Никита Андреевич; штабс-капитан; 19 мая 1915
- Иващенков, Феодосий; полковник; № 3444; 26 ноября 1819
- Ивелич, Марк Константинович; подполковник; № 842; 26 ноября 1791
- Ивелич, Пётр Иванович; полковник; № 2059 (930); 17 февраля 1809
- Ивелич, Семён Константинович; подполковник; № 1104; 26 ноября 1794
- Ивин, Владимир Петрович; полковник; № 4629; 25 декабря 1831
- Ивинский, Сергей Фёдорович; прапорщик; 1 марта 1916 (посмертно)
- Ивицкий, Иван Казимирович; полковник; 9 ноября 1915 (посмертно)
- Ивков, Авенир Алексеевич; лейтенант; № 9547; 6 декабря 1854
- Ивков, Александр Дмитриевич; поручик; № 1784 (770); 22 мая 1807
- Ивков, Вячеслав Алексеевич; майор; № 9833; 26 ноября 1855
- Ивков, Кандид Алексеевич; капитан 2-го ранга; № 8588; 26 ноября 1850
- Ивков, Олимп Алексеевич; капитан 2-го ранга; № 9945; 26 ноября 1856
- Ивков, Пётр; подполковник; № 199; 26 ноября 1772
- Ивков, Помпей Алексеевич; капитан 2-го ранга; № 8213; 26 ноября 1849
- Ивченко, Марк Миронович; штабс-капитан; № 8320; 26 ноября 1849

## Иг
- Игельстром, Густав Густавович; полковник; № 3171; 26 ноября 1816
- Игнатенко, Максим Иванович; подполковник; № 3958; 26 ноября 1826
- Игнатов, Гавриил Алексеевич; прапорщик; 25 ноября 1917 (посмертно)
- Игнатов, Леонид Васильевич; прапорщик; 10 июня 1915
- Игнатов, Михаил Яковлевич; поручик; 9 октября 1917
- Игнатьев, Александр Данилович; поручик; 26 августа 1916
- Игнатьев, Александр Михайлович; подпоручик; 11 ноября 1914
- Игнатьев, Алексей Михайлович; лейтенант; № 3258; 26 ноября 1816
- Игнатьев, Алексей; премьер-майор; № 698; 26 ноября 1789
- Игнатьев, Андрей Гаврилович; полковник; № 6946; 4 декабря 1843
- Игнатьев, Ардалион Дмитриевич; генерал-майор; № 6919; 4 декабря 1843
- Игнатьев, Василий Иванович; подполковник; 26 августа 1916
- Игнатьев, Гавриил Александрович; майор; № 2005; 26 ноября 1808
- Игнатьев, Дмитрий Львович; ротмистр; № 2432 (1065); 4 сентября 1812
- Игнатьев, Ефим Ермолаевич; полковник; № 6452; 5 декабря 1841
- Игнатьев, Иван Александрович; капитан 1-го ранга; № 1407; 26 ноября 1802
- Игнатьев, Иван Николаевич; капитан-лейтенант; № 3687; 13 февраля 1823
- Игнатьев, Иван; лейтенант; № 3619; 16 декабря 1821
- Игнатьев, Игнатий Петрович; генерал-майор; 12 января 1917
- Игнатьев, Николай Гаврилович; генерал-майор; № 7942; 26 ноября 1848
- Игнатьев, Николай Николаевич; генерал-майор; 30 января 1915
- Игнатьев, Павел Лаврентьевич; подполковник; № 455; 26 ноября 1786
- Игнатьев, Павел Николаевич; генерал-майор; № 6910; 4 декабря 1843
- Игнатьев, Пётр Иванович; капитан 3-го ранга; № 1810 (796); 9 сентября 1807
- Игнатьев, Пётр Степанович; подполковник; № 7211; 17 декабря 1844
- Игнатьев, Тимофей Алексеевич; капитан; 8 июля 1915
- Игнатьев, Яков Захарьевич; прапорщик; № 10102; 18 декабря 1857
- Игоров, Василий Егорович; подполковник; № 4723; 21 декабря 1832
- Игошин, Алексей Иванович; капитан; 11 декабря 1915

## Ие — Иж — Из
- Иевлев, Африкан Акимович; капитан; № 7687; 1 января 1847
- Иевреинов, Александр Иоасафович; генерал от инфантерии; 22 марта 1915
- Иевский, Иван Иванович; майор; № 3418; 15 февраля 1819
- Иевский, Павел Павлович; штабс-капитан; 23 мая 1916
- Иерамуза, Константин Афанасьевич; капитан 1-го ранга; № 3241; 26 ноября 1816
- Иерусалимский, Карл Гаврилович; майор; № 7662; 1 января 1847
- Иессен, Карл Петрович; контр-адмирал; 27 сентября 1904
- Ижицкий, Михаил Викентьевич; генерал-майор; 26 апреля 1915
- Избаша, Никита Нестерович; майор; № 2418 (1051); 23 июня 1812
- Извалов, Фёдор Алексеевич; полковник; № 3817; 12 декабря 1824
- Извеков, Иван Николаевич; полковник; № 5957; 3 декабря 1839
- Изгородин, Владимир Васильевич; подполковник; 18 сентября 1915 (посмертно)
- Изенбек, Фёдор Артурович; прапорщик; 18 сентября 1915
- Изеншмидт, Николай Александрович; подполковник; № 5225; 1 декабря 1835
- Измаил-хан Нахичеванский; генерал-майор; 31 декабря 1877
- Измайлов, Алексей Николаевич; полковник; 22 июля 1917[4]
- Измайлов, Лев Дмитриевич; капитан; № 731 (378); 27 мая 1790
- Измайлов, Николай Евграфович; капитан 2-го ранга; № 5041; 3 декабря 1834
- Измайлович, Виктор Евгеньевич; штабс-капитан; 10 ноября 1914
- Измалков, Иван Степанович; полковник; № 4072; 26 ноября 1827
- Износков, Алексей Кириллович; полковник; № 1314; 26 ноября 1802
- Износков, Андрей Михайлович; майор; № 3440; 25 апреля 1819
- Изотов, Фёдор Леонтьевич; капитан; № 7352; 17 декабря 1844
- Изофатенко, Николай Матвеевич; прапорщик; 11 июня 1916
- Изыльметев, Николай Гаврилович; капитан 3-го ранга; № 3768; 26 ноября 1823
- Изюмов, Николай Григорьевич; подполковник; № 2891; 18 марта 1814

## Ик
- Икишев, Сергей Михайлович; подполковник; 11 марта 1915
- Иконников, Александр Александрович; подпоручик; 14 июня 1915
- Иконников, Василий Михайлович; капитан; 18 июля 1915
- Иконников, Евграф; капитан; № 1383; 26 ноября 1802
- Икономов, Егор Антонович; майор; № 1638 (668); 12 января 1806
- Икскуль, Пётр Логинович; подполковник; № 2994; 1 июня 1815
- Икскуль, Роман Логинович; капитан; № 2554 (1188); 21 марта 1813
- Икскуль-фон-Гильденбрандт, Александр Александрович; полковник; № 6218; 11 декабря 1840

## Ил
- Илашвили, Григорий Георгиевич; прапорщик; 19 мая 1915
- Илинский, Борис Петрович; подполковник; 18 сентября 1915
- Илич, Петар; поручик; 30 июня 1917 (посмертно)
- Иловайский, Алексей Васильевич; генерал-майор; № 2556 (1190); 26 марта 1813
- Иловайский, Василий Дмитриевич; войсковой старшина; № 2076 (947); 18 октября 1809
- Иловайский, Григорий Дмитриевич; подполковник; 26 марта 1813 (в списках Степанова—Григоровича и Судравского не значится, но орден указан в послужном списке)
- Иловайский, Осип Васильевич; войсковой старшина; № 1794 (780); 5 августа 1807
- Иловайский, Павел Дмитриевич; подполковник; № 902 (476); 18 марта 1792
- Иловайский, Степан Дмитриевич; подполковник;  № 1791 (777); 5 августа 1807
- Иловайский; войсковой старшина; № 2170 (957); 8 января 1810
- Ильвовский, Алексей Сергеевич; подпоручик; 11 декабря 1915
- Ильенко, Николай Сергеевич; ротмистр; 2 июня 1915
- Ильзен, Гедерт Михайлович; поручик; 29 октября 1917 (посмертно)
- Ильин, Александр Васильевич; капитан; 1844 (возможно сведения о награждении ошибочны)
- Ильин, Антон Алексеевич; подпоручик; 18 октября 1917 (посмертно)
- Ильин, Борис Иванович; подпоручик; 22 декабря 1917 (посмертно)
- Ильин, Василий Гаврилович; подполковник; № 8735; 26 ноября 1851
- Ильин, Вячеслав Дмитриевич; штабс-капитан; 31 декабря 1916
- Ильин, Даниил Александрович; майор; № 3849; 12 декабря 1824
- Ильин, Дмитрий Сергеевич; лейтенант; № 137 (116); 9 июля 1771
- Ильин, Иван Павлович; подполковник; № 8943; 1 февраля 1852
- Ильин, Николай Алексеевич; полковник; № 1523; 26 ноября 1803
- Ильин, Николай Иванович; лейтенант; № 9624; 16 ноября 1855
- Ильин, Николай Иванович; подполковник; № 4230; 25 декабря 1828
- Ильин, Николай Петрович; подполковник; № 5798; 1 декабря 1838
- Ильин, Пахомий Наумович; капитан; 7 ноября 1915
- Ильин, Яков Гордеевич; штабс-капитан; № 8124; 26 ноября 1848
- Ильинич, Иван Казимирович; подполковник; № 8473; 26 ноября 1850
- Ильинский, Александр Ильич; подполковник; № 4466; 18 декабря 1830
- Ильинский, Алексей Яковлевич; премьер-майор; № 1215; 26 ноября 1795
- Ильинский, Дмитрий Васильевич; капитан-лейтенант; № 9538; 6 декабря 1854
- Ильинский, Константин Андреевич; капитан; № 6367; 11 декабря 1840
- Ильинский, Михаил Сергеевич; полковник; № 6710; 3 декабря 1842
- Ильинский, Николай Александрович; штабс-капитан; 2 января 1917
- Ильинский, Павел Петрович; подполковник; № 8021; 26 ноября 1848
- Ильинский, Пётр Евгеньевич; капитан; 31 октября 1917
- Ильичёв, Георгий Андреевич; штабс-капитан; 12 августа 1917
- Илькевич, Николай Андреевич; генерал-майор; 2 июля 1915
- Ильяшев, Иннокентий Николаевич; подпоручик; 24 апреля 1915 (посмертно)
- Ильяшевич; майор; 2644; 17 августа 1813
- Ильяшевич, Павел Пименович[5]; подполковник; № 6053; 3 декабря 1839
- Ильяшенко, Александр Николаевич; капитан; 25 февраля 1907
- Ильяшенко, Константин Иванович; капитан; 26 апреля 1915
- Ильяшенко, Пётр; подполковник; № 5445; 6 декабря 1836
- Ильяшенко, Тимофей Максимович[6]; генерал-майор; № 5361; 6 декабря 1836
- Ильяшенков, Василий Иванович; майор; № 3992; 26 ноября 1826
- Илясов, Пётр Данилович; поручик; 25 сентября 1917

## Им — Ин
- Имгоф, Антон Густавович; полковник; № 8382; 26 ноября 1850
- Имеретинский, Александр Константинович; генерал-майор; 1877
- Имченко, Григорий Лукьянович; майор; № 3219; 26 ноября 1816
- Имшенецкий, Александр Иосифович; майор; № 8528; 26 ноября 1850
- Имшенецкий, Александр Самуилович; полковник; 25 сентября 1917
- Инглис, Пётр Александрович; подполковник; № 4478; 18 декабря 1830
- Индейкин, Владимир Иванович; подполковник; 30 июня 1917
- Индрениус, Бернгард Эммануилович; полковник; № 8389; 26 ноября 1850
- Индриксон, Арнольд Юрьевич; подпоручик; 31 июля 1917
- Инзов, Иван Никитич; генерал-майор; № 1799 (785); 9 сентября 1807
- Иноземцев, Всеволод Васильевич; хорунжий; 31 октября 1917 (по другим данным — 25 сентября 1917)
- Иноземцев, Павел; есаул; № 6662; 5 декабря 1841
- Иностранцев, Александр Петрович; капитан; № 9852; 26 ноября 1855
- Интельгардов, Николай Алексеевич; майор; № 6813; 3 декабря 1842
- Инусов-Дударов, Аслан-Мирза; штабс-капитан; № 9572; 28 декабря 1854

## Ио — Ип — Ир
- Иоахимсон (Иохемзон), Алексей; майор; № 119 (98); 12 мая 1771
- Иовшиц, Иван Антонович; полковник; № 4437; 18 декабря 1830
- Иолшин, Александр Михайлович; подполковник; 24 октября 1904
- Иолшин, Александр Осипович; полковник; № 5972; 3 декабря 1839
- Иолшин, Михаил Александрович; генерал-майор; 16 июня 1878
- Ионов, Александр Михайлович; подполковник; 7 января 1916
- Ионов, Михаил Ефремович; майор; 29 декабря 1876
- Иордан, Александр Фридрихович; генерал-майор; 19 сентября 1916
- Иордан, Егор Егорович; полковник; № 10108; 26 ноября 1858
- Иордан, Яков Самойлович; секунд-майор; № 346; 26 ноября 1781
- Иоселиани, Иван Виссарионович; капитан; 26 сентября 1917
- Иоселиани, Шалва Константинович; поручик; 7 февраля 1917
- Иосселиани, Захар Анисимович; генерал-майор; № 4557; 16 декабря 1831
- Иосселиани, Ростом Исаевич; подполковник; № 9139; 26 ноября 1853
- Иосселиани, Ясон Гигоевич; капитан; 7 января 1916 (посмертно)
- Иост, Владимир Александрович; корнет; 31 октября 1917
- Ипатов, Василий Михайлович; полковник; 7 ноября 1917
- Ирдибенев, Иван Семёнович; капитан-лейтенант; № 4133; 26 ноября 1827
- Ирецкий, Василий Фёдорович; капитан 1-го ранга; № 9345; 26 ноября 1854 (за выслугу «25 лет в офицерских чинах»)
- Ирман, Александр Христианович; капитан; № 6643; 5 декабря 1841
- Ирман, Владимир Александрович; полковник; 30 сентября 1904
- Ирышков, Иван Фёдорович; подпоручик; 14 октября 1917 (посмертно)

## Ис
- Исаев, Александр Иванович; майор; № 1872 (812); 26 ноября 1807
- Исаев, Александр Николаевич; майор; № 6608; 5 декабря 1841
- Исаев, Алексей Павлович; подполковник; 20 мая 1915
- Исаев, Иван Иванович; подполковник; № 468 (243); 18 октября 1786
- Исаев, Иван Иванович; полковник; № 2327 (1016); 26 ноября 1811
- Исаев, Иван Константинович; полковник; 15 марта 1915
- Исаенков, Иван Лукич; поручик; 25 мая 1916
- Исаков, Александр Антонович; капитан-лейтенант; № 3777; 26 ноября 1823
- Исаков, Лев Александрович; капитан-лейтенант; № 9973; 26 ноября 1856
- Исаков, Сергей Сергеевич; подпоручик; 4 марта 1917
- Исаков, Фёдор Иванович; капитан-лейтенант; № 9908; 7 апреля 1856
- Исакович, Роман Лукич; лейтенант; № 3259; 26 ноября 1816
- Исеев, Григорий Фёдорович; капитан; 16 сентября 1917 (посмертно)
- Искржицкий, Евгений Александрович; прапорщик; 25 ноября 1916 (посмертно)
- Искрицкий, Александр Александрович; полковник; № 7417; 12 января 1846
- Искрицкий, Евгений Андреевич; генерал-майор; 26 сентября 1916
- Исленьев, Николай Александрович; генерал-майор; № 4415; 18 декабря 1830
- Исленьев, Пётр Алексеевич; генерал-майор; № 959; 26 ноября 1792
- Истомин, Константин Иванович; капитан-лейтенант; № 6672; 5 декабря 1841
- Истомин, Николай Михайлович; генерал-лейтенант; 17 мая 1915
- Исупов, Игнатий Филиппович; майор; № 3673; 13 февраля 1823
- Исупов, Ипполит Савич; подпоручик; № 4659; 25 декабря 1831
- Исупов, Михаил Савич; подполковник; № 8001; 26 ноября 1848
- Исупов, Пётр Акимович; подполковник; № 7015; 4 декабря 1843
- Ися-Исьев, Андрей Лупович; прапорщик; 12 октября 1917 (посмертно)

## Иц — Ич — Иш — Ищ
- Иценко, Семён Захарович; подполковник; № 5205; 1 декабря 1835
- Ичетов, Михаил Матвеевич; подполковник; № 5602; 29 ноября 1837
- Ичин, Фёдор Фёдорович; подпоручик; 12 июня 1916
- Ичитов, Филипп Егорович; штабс-капитан; № 7357; 17 декабря 1844
- Ичков, Николай Николаевич; майор; № 2126; 26 ноября 1809
- Ишанькин, Виктор Ефимович; поручик; 31 октября 1917
- Ишметьев, Пётр Родионович; капитан-лейтенант; № 3773; 26 ноября 1823
- Ищейкин, Василий Кондратьевич; поручик; № 2627; 4 августа 1813
- Ищенко, Акиндин Фёдорович; подполковник; 19 мая 1915 (посмертно)
- Ищенков, Дмитрий Семёнович; майор; № 6821; 3 декабря 1842
- Ищенков, Фёдор Семёнович; майор; № 5266; 1 декабря 1835